# جوزفين هينينغ
جوزفين هينينغ (بالألمانية:Josephine Henning؛ المولودة 8 سبتمبر 1989) لاعبة كرة قدم ألمانية تلعب حاليًا مع نادي آرسنال الإنجليزي و‌المنتخب الألماني في مركز الدفاع. لعبت أول مباراة لها مع المنتخب الألماني في سبتمبر 2010 وشاركت معه في بطولة أمم أوروبا للسيدات 2013 و‌بطولة كأس العالم للسيدات 2015.

## روابط خارجية
- جوزفين هينينغ على موقع الاتحاد الدولي (مؤرشف)  (الإنجليزية)
- جوزفين هينينغ على موقع الاتحاد الأوربي (الإنجليزية)
- جوزفين هينينغ على موقع قاعدة بيانات كرة القدم.إي يو (الإنجليزية)
- جوزفين هينينغ على موقع Soccerway.com (الإنجليزية)
- جوزفين هينينغ على موقع عالم كرة القدم.نت (الإنجليزية)
- جوزفين هينينغ على موقع كووورة
- جوزفين هينينغ على موقع اللجنة الأولمبية الدولية (الإنجليزية)
- جوزفين هينينغ على موقع أوليمبيديا (الإنجليزية)
- جوزفين هينينغ على موقع اللجنة الأولمبية الألمانية (الألمانية)